# Agrotis dorsicinis
Agrotis dorsicinis là một loài bướm đêm trong họ Noctuidae.